# Symphonie no 4 de Lokchine
Pour les articles homonymes, voir Symphonie no 4.
La Symphonie no 4 de Lokchine, sous titrée « Sinfonia stretta », est une symphonie pour grand orchestre, composée en 1967, par Alexandre Lokchine. Elle est créée à Moscou en 1976, par l'orchestre de la radio de Moscou, dirigé par Rudolf Barchaï.

## Histoire
C'est la seule symphonie parmi les onze de Lokchine, qui soit purement instrumentale. « Elle est extrêmement courte et intense », laconique même : la limite entre le structurellement essentiel et le secondaire est diffuse et le matériel thématique, le temps très concentré. La conception est polyphonique. Tous les instruments étant traités potentiellement en solistes, ils ont la même importance.

## Mouvements
1. Introduzione  = 60
2. Thema  = 72
3. Variation 1
4. Variation 2  = 66
5. Variation 3  = 120
6. Variation 4  = 72
7. Variation 5  = 52
8. Variation 6  = 104
9. Conclusione  = 72

Durée : 15 minutes
Après une brève introduction (14 mesures) qui « ressemble à l'introduction d'un opéra expressionniste », s'enchaînent le thème (17 mesures) et six variations ; trois courtes et trois autres, un peu plus développées qui sont suivies par une conclusion. Le thème est qualifié par Boris Yoffe de « presque imperceptible, indéfini, pouvant se désintégrer à tout moment, se condenser ». 
La forme favorite de Lokchine est la variation libre et il l'utilise ici : chaque variation est une métamorphose. Le compositeur n'utilise pas l'orchestre en bloc, sauf dans les tutti de la première et cinquième variation, mais plutôt comme une palette de couleur à sa disposition.

## Ballet
La symphonie a été utilisée pour un ballet dans une chorégraphie de N.I Ryzhenko et V. Smirnov-Golovanov, Phèdre, filmé en 1972. La musique est interprétée par Barchaï et les deux rôles principaux par Mikhail Lavrovsky (Hippolyte) et Nina Timofeeva (Phèdre) du théâtre Bolchoï.

## Instrumentation
| Instrumentation de la Sinfonia stretta                                                                               |
| Cordes |
| premiers violons, seconds violons, altos,violoncelles, contrebasses2 harpes                                          |
| Bois |
| 3 flûtes, 2 hautbois, cors anglais,3 clarinettes en la (clarinette en mi ), clarinette basse,2 bassons, contrebasson |
| Cuivres |
| 4 cors en fa, 4 trompettes, 4 trombones,                                                                             |
| Percussions |
| timbales, triangle, tambour, gong, tam-tam,cloche, xylophone                                                         |

## Édition
La partition a été publiée par Le Chant du monde en 1976.

## Discographie
- Symphonie no 4 - Orchestre de la radio de Moscou, dir. Rudolf Barchaï (1980, Melodiya MEL CD 10 01983)[5]
- Symphonie no 4 - Orchestre des jeunes d'Allemagne, dir. Rudolf Barchaï (1995, « A Tribute to Barchaï » CD 15, Ica ICAB 5136)
- Symphonie no 4 - Orchestre philharmonique d'État de Brème, dir. Michel Swierczewski (juillet 2000, BIS CD-1124)[6] (OCLC 51594753)

### Notices discographiques
- Maria Lobanova, « Symphonie no 4, 3 Scènes du Faust de Gœthe — Michel Swierczewski », p. 19–25, BIS CD-1154, 2001 (Lire en ligne) (OCLC 51594753) .